# Ash kontra martwe zło
Ash kontra martwe zło  (oryg. Ash vs. Evil Dead) – amerykański serial telewizyjny z gatunku horrorów wyprodukowany przez  Renaissance Picture, będący kontynuacją filmów Martwe zło, Martwe zło 2: Śmierć przed świtem i Armia ciemności. Twórcą serialu jest Sam Raimi. Premierowy odcinek Ash vs. Evil Dead został wyemitowany 31 października 2015 roku przez Starz.
W Polsce serial jest emitowany od 5 marca 2016 roku przez Cinemax.

## Fabuła
Serial opowiada o Ashu Williamsie, który zostaje ponownie zmuszony do walki z plagą deadite’ów.

## Obsada

### Główna
- Bruce Campbell jako Ash Williams
- Jill Marie Jones jako Amanda Fisher[3]
- Ray Santiago jako Pablo Simon Bolivar[4]
- Dana Delorenzo jako Kelly Maxwell[4]
- Lucy Lawless jako Ruby Knowby[5]

### Role drugoplanowe
- Mimi Rogers jako Suzy Maxwell, matka Kelly[6]
- Lee Majors jako Brock Williams[7] (sezon 2)
- Ted Raimi jako Chet Kaminski, najlepszy przyjaciel Asha z dzieciństwa (sezon 2)[7]
- Michelle Hurd[8] (sezon 2)

## Odcinki
| Sezon | Sezon | Odcinki | Oryginalna emisja    | Oryginalna emisja | Oryginalna emisja | Oryginalna emisja | Oryginalna emisja |
| Sezon | Sezon | Odcinki | Premiera sezonu      | Finał sezonu      | Premiera sezonu   | Finał sezonu      |                   |
| ----- | ----- | ------- | -------------------- | ----------------- | ----------------- | ----------------- | ----------------- |
|       | 1     | 10      | 31 października 2015 | 3 stycznia 2016   | 5 marca 2016      | 2 kwietnia 2016   |                   |
|       | 2     | 10      | 2 października 2016  | 11 grudnia 2016   | 28 stycznia 2017  | 1 kwietnia 2017   |                   |
|       | 3     | 10      | 25 lutego 2018       | 29 kwietnia 2018  | 14 kwietnia 2018  | 26 maja 2018      |                   |

## Produkcja
11 listopada 2014 roku stacja Starz zamówiła pierwszy sezon serialu.
28 października 2015 Starz zamówiła 2 sezon którego emisja rozpoczęła się 2 października 2016. 
7 października 2016 roku stacja Starz zamówiła 3 sezon serialu.  
20 kwietnia 2018 Starz ogłosiła zakończenie produkcji serialu po trzech sezonach.  